# Лесново
Лесново (болг. Лесново) — село в Болгарии. Находится в Софийской области, входит в общину Елин-Пелин. Население составляет 1815 человек (2022).

## Политическая ситуация
В местном кметстве Лесново, в состав которого входит Лесново, должность кмета (старосты) исполняет Александр  Лазаров Спасов (ВМРО — Болгарское национальное движение) по результатам выборов правления кметства.
Кмет (мэр) общины Елин-Пелин — Галя Симеонова Георгиева (Граждане за европейское развитие Болгарии (ГЕРБ)) по результатам выборов в правление общины.

## Достопримечательности, памятные места
Памятник погибшим русским воинам в селе возле 35-го дивизии передвижного армейского парка. Расположен на кладбище.